# Sigmaxinella
Sigmaxinella is een geslacht van sponsdieren uit de klasse van de Demospongiae (gewone sponzen).

## Soorten
- Sigmaxinella arborea Kirkpatrick, 1903
- Sigmaxinella australiana Dendy, 1897
- Sigmaxinella cearense Salani, Lotufo & Hajdu, 2006
- Sigmaxinella dendroides Whitelegge, 1907
- Sigmaxinella flabellata (Carter, 1885)
- Sigmaxinella florida Brøndsted, 1924
- Sigmaxinella hipposiderus Mitchell, Hall & Hooper, 2011
- Sigmaxinella incrustans Kirkpatrick, 1903
- Sigmaxinella papillata Brøndsted, 1924
- Sigmaxinella ramosa (Carter, 1883)
- Sigmaxinella soelae Hooper, 1984
- Sigmaxinella stylotata Brøndsted, 1924
- Sigmaxinella viminalis Hallmann, 1916